# NO-ONE (фільм)
NO-ONE (укр. Ніхто) — українсько-ізраїльський фільм 2018 року, створений режисерами Володимиром Прудкіним та Левом Прудкіним. Фільм був представлений на 47-му Міжнародному кінофестивалі «Молодість» [Архівовано 28 листопада 2019 у Wayback Machine.], 33-му Міжнародному кінофестивалі у Хайфі [Архівовано 18 жовтня 2019 у Wayback Machine.], 40-му Московському міжнародному кінофестивалі. У 2018 році фільм NO-ONE отримав нагороди Best Feature Film та Best Cinematography на Віденському Фестивалі Незалежного Кіно, а також Best Feature Film на британському кінофестивалі Winchester Film Festival [Архівовано 26 серпня 2018 у Wayback Machine.].

## Синопсис
Події фільму розгортаються у Криму під час серпневого путчу 1991 року. Головний герой — розумний, талановитий, артистичний інтелігент, який став генералом КДБ, аби не стати табірним пилом. Він чітко бачить світ, якому почав служити: глибоко і таємно зневажає його, змінюючи маски та ролі в надії залишитися чистим. Але спрацьовують кармічні сили, стягуючи до купи бездарні політичні путчі, ненависних родичів, зрадливих підлеглих, екстравагантні еротичні пригоди дружини та розпад імперії, якій було присвячено усе своє життя.

## У ролях
| Актор               | Роль                                                  |
| ------------------- | ----------------------------------------------------- |
| В'ячеслав Жолобов   | Олег Сергійович генерал КДБ                           |
| Наталія Вдовіна     | Тамара його[кого?] дружина                            |
| Георгій Марченко    | Влад його[кого?] племінник                            |
| Єлизавета Боярська  | Зіна однокурсниця Влада, донька секретаря обкома КПРС |
| Олексій Агранович   | помічник генерала                                     |
| Дмитро Сова         | Саша рятувальник на пляжі в Криму                     |
| Олександр Феклістов | Іван давній друг генерала                             |
| Лев Прудкін         | співробітник КДБ у Криму                              |
| Еді Кветнер         | Жора однокурсник Влада                                |
| Софія Каштанова     | Міранда подруга Зіни                                  |